# Lorenzo O’Neal
Lorenzo Sebastian O’Neal (* 19. Juli 1988 in Baden) ist ein österreichischer Basketballspieler.

## Laufbahn
O’Neal gab in der Saison 2004/05 im Hemd der Kapfenberg Bulls seinen Einstand in der Bundesliga. Über Gmunden (Staatsmeister 2006) und Mattersburg, mit zwischenzeitlichem Aufenthalt am College of Southern Idaho in den Vereinigten Staaten, kam er 2008 zu Basket Clubs of Vienna und wurde Leistungsträger der Hauptstädter. Insbesondere im Spieljahr 2009/10 stach er hervor, als er Wien in den Statistikkategorien Punkte pro Spiel (13,4) sowie Korbvorlagen je Partie (3,7) anführte.
Es folgten drei Jahre in Diensten der Panthers Fürstenfeld, in denen er als Mannschaftskapitän amtete, ehe es zur Rückkehr nach Wien kam: Der Verein Basket Clubs of Vienna hieß mittlerweile BC Vienna. 2015 gewann der verteidigungsstarke Linkshänder mit den Hauptstädtern seinen zweiten Staatsmeistertitel.
Von 2015 bis 2017 lief O’Neal auf der Spielmacherposition für den WBC Wels auf. Im August 2017 wurde gegen O’Neal eine vierjährige Sperre wegen eines Verstoßes gegen die Anti-Doping-Richtlinien verhängt. In der zugehörigen Presseaussendung der Österreichischen Anti-Doping-Rechtskommission (ÖADR) hieß es, O’Neal habe am 18. Mai 2017 in Wels im Zuge eines Bundesliga-Spiels „eine Urinprobe abgegeben hat, die nicht von ihm selbst stammte“. Die Sperre begann rückwirkend mit dem 19. Mai 2017 und wurde bis zum 18. Mai 2021 festgelegt. Zur Saison 2021/22 schloss er sich dem Zweitligisten BBU Salzburg an.

### Nationalmannschaft
O’Neal spielte in der U16, U18 und U20 für Österreichs Juniorennationalmannschaften und nahm an mehreren B-Europameisterschaftsturnieren teil. Bei der U18-B-EM 2006 war er mit einem Schnitt von 15,0 Punkten bester Werfer der österreichischen Auswahl. Später war er auch Mitglied der Herrennationalmannschaft.

## Familie
Sein Vater Renaldo O’Neal war nach seinem Wechsel aus den Vereinigten Staaten in Österreich als Basketballprofi beschäftigt. Lorenzos Halbbruder Adrian Mitchell wurde ebenfalls Basketball-Bundesliga-Spieler.